# Sleepy Eye (Minnesota)
Sleepy Eye es una ciudad ubicada en el condado de Brown en el estado americano de Minnesota. En el Censo de 2010 tenía una población de 3599 habitantes y una densidad poblacional de 687,91 personas por km².

## Geografía
Sleepy Eye se encuentra ubicada en las coordenadas 44°17′56″N 94°43′30″O / 44.29889, -94.72500. Según la Oficina del Censo de los Estados Unidos, Sleepy Eye tiene una superficie total de 5.23 km², de la cual 4.54 km² corresponden a tierra firme y (13.32%) 0.7 km² es agua.

## Demografía
Según el censo de 2010, había 3599 personas residiendo en Sleepy Eye. La densidad de población era de 687,91 hab./km². De los 3599 habitantes, Sleepy Eye estaba compuesto por el 94.28% blancos, el 0.03% eran afroamericanos, el 0.06% eran amerindios, el 0.89% eran asiáticos, el 0% eran isleños del Pacífico, el 4.08% eran de otras razas y el 0.67% pertenecían a dos o más razas. Del total de la población el 12.98% eran hispanos o latinos de cualquier raza.